# Callhyccoda albiviridis
Callhyccoda albiviridis är en fjärilsart som beskrevs av George Francis Hampson 1916. Callhyccoda albiviridis ingår i släktet Callhyccoda och familjen nattflyn. Inga underarter finns listade i Catalogue of Life.